# Свети Пантелеймон (Мариес)
Вижте пояснителната страница за други значения на Свети Пантелеймон.
„Свети Пантелеймон“ (на гръцки: Αγίου Παντελεήμονα) е православна църква в село Мариес, западната част на остров Тасос, Гърция, част от Филипийската, Неаполска и Тасоска епархия на Вселенската патриаршия, под управлението на Църквата на Гърция.
Църквата е разположена югозападно от селото в местността Вриси (Извор), западно от пътя Скала Марион – Мариес, на 150 m преди Мариес. Принадлежала е на манастира Каракал. Край храма има остатъци от сградата на метоха и воденица.
Църквата е спомената в хрисовул от 1294 година на Андроник II Палеолог, потвърден в 1320 година. Сегашната църква е ремонтирана в 1855 година, както е видно от трудно четливия надпис над вратата.
| „ | ΙΗΣΟΥΣ ΧΡΙΣΤΟΣ ΝΙΚΑ 1855 ΠΡΙΛΙΟΥ ΟΥΤΟΣ Ο ΝΑΟΣ ΤΟΥ ΑΓΙΟΥ Κ ΠΑΝΤΕΛΕΗΜΩΝ ΟΙΚΟ∆ΟΜΙΘΙ ΠΑΡΑ ΠΑΝΤΩΝ ΠΡΟΣΚΥΝΗΤΩΝ ΚΤΗΤΟΡΩΝ | “ |

В архитектурно отношение е еднокорабен храм с дървен покрив, без притвор с дървена и полукръгла апсида на изток. Външните размери са 7,10 m х 4,55 m, площта е 32,31 m2, а дебелината на стените на 0,65 m. Вратата е двойна, правоъгълна и е на западната стена. Осветлението става от два южни прозореца. Подът е покрит с варосани плочи, а таван няма. Ценни са два свещника. Светилището е с едно стъпало по-високо. Протезисът и диакониконът са полукръгли. Иконостасът е дъсчен с много високи табла. Първоначалната фаза на храма е византийска.